# Lang (Áustria)
Lang é um município da Áustria, situado no distrito de Leibnitz, na estado da Estíria. Tem 15,67 quilômetros quadrados de área e sua população em 2019 foi estimada em 1.345 habitantes.